# Nyfors, Tyresö

Nyfors är ett väl sammanhållet och välbevarat sportstugeområde i Tyresö kommun utbyggt på 1940-talet, som från 2000-talet hyser många permanentboende. Området avgränsas i öster av Wättingeströmmens östra gren och dess utlopp i Albysjön, i söder av Tyresö-Flaten. Mellan strömgrenarna ligger Bullerholmen, som numera är obebodd. I norr ligger Alby naturreservat, varifrån Sörmlandsleden passerar ut på Nyforsvägen, som går genom detta bygdens sista fritidshusområde. Den leder fram till forsen och är en av entréerna till naturvårdsreservatet kring Tyresta nationalpark, som tar vid i sydost på andra sidan bron över västra strömfåran. 

## Industriell verksamhet
Vid Wättinge som är platsens ursprungliga namn, har forsens vattenkraft utnyttjats av en rad olika industrianläggningar sedan 1500-talets första hälft till början på 1930-talet: hammarsmedjor, krutkvarn, väveri, valsverk och pappersbruk. Pappersbruket som anlades på 1750-talet hette Nyfors, vilket också kom att ge namn åt fritidshusområdet. 1935 upphörde all industriell verksamhet och många av byggnaderna revs.

## Historisk bebyggelse
Av de olika bruk som ända sedan 1500-talet har legat längs strömmen och dragit nytta av vattenkraften återstår i dag bara fundament. Man får anta att de som arbetade här bodde i närheten i enklare bostäder av förgängligt material.
Vid forsen låg sedan tidigare torpet Wättinge Lyckor. Lantmäteriverkets
karta från 1796 beskriver Nyforsvägens läge närmare Flatens strand än i dag och torpet Wättinge Lyckor, på vars ägor drevs Nyfors pappersbruk, sämskmakarstampen och klädesvalken samt ett antal kryddtäppor. Ägare till bruket var en brukspatron Selander kring 1825 och Oscar Abrahamsén på 1860-talet. Pappersbruket lades ned i slutet av 1800-talet samtidigt som en mjölkvarn med såg anlades. Den siste företagaren av Nyfors anläggningar, Karl August Johansson (född 1892), flyttade till Tyresö 1924 för att driva sågen och kvarnen vid forsen. Han levererade virke till flera av sportstugorna som började byggas i Tyresö och var ibland även byggmästare. Han drev verksamheten fram till 1936 och strax därefter revs kvarnen och hans eget bostadshus brann ned. Av Nyfors industrianläggningar återstår numera endast de stenlagda grunderna.

## Sportstugeområdet
Området i södersluttningen mellan Albyreservatet och Flaten-sjön styckades likt flera andra delar av Tyresögodsets ägor upp för sommarstugebebyggelse på 1930-talet efter Claes Lagergrens död. Av de två största tomterna tillföll den ena pappersbrukets disponentbostad och den andra, Hällberga, köptes att nyttjas av personalen vid varuhuset PUB för fritidsboende. Husen har successivt i viss mån byggts ut för permanent boende. Området har dock aldrig planlagts och har bibehållit mycket av sin ursprungliga karaktär, trots att Tyresö centrum bara ligger 5 km bort. Nyfors omfattar i dag 30 fastigheter av vilka Tyresö kommun äger nio.
För Nyforsområdet gäller en avstyckningsplan från 1932, som kommit att begränsas av att bebyggelsen i Krusboda drogs längre söderut än tidigare förutsatts i förhållande till ett generalplaneförslag från 1964. 

### Detaljplanering
Fråga om detaljplanering har till och från behandlats, första gången i en "Orientering angående stadsplanefrågan för Nyforsområdet" från den 7 mars 1970 baserad på arkitektutredningar och flera alternativa förändringsförslag. En enkät inom Nyfors tomtägareförening visade då att en dryg tredjedel av fastighetsägarna icke önskade någon förändring av de dåvarande förhållandena, och att bortåt två tredjedelar inte motsatte sig en stadsplaneläggning förutsatt att planen ges en lämplig utformning. Förslaget kom dock inte till slutligt genomförande. Senare har Nyforsområdets västra del i ett dokument från Miljö- och stadsbyggnadsförvaltningen, antaget av kommunstyrelsen 2000-11-07, pekats ut som ett av flera alternativ till "Mark för äldre- och handikappomsorg". Detta har dock inte lett till annat än att kommunen vid några fastighetsförsäljningar utnyttjat sin förköpsrätt.
Nyforsområdet är nu upptaget i kommunens översiktsplan från 2008 och naturinventering 1998 som ett område av regionalt värde med mycket höga natur- och kulturvärden. Området runt Wättingeströmmen är utpekat som ett så kallat klass 2-område i naturinventeringar med mark, som kan behöva skyddas för att bevara områdets naturliga karaktär och biologiska mångfald. 2011 initierades arbete på ny detaljplan för Nyfors i syfte att göra permanentboende i området drägligare med utbyggd kommunal service i form av väg, vatten och avlopp. I vissa delar av området kan bostadsbebyggelsen förtätas.
I samband med detta planarbete har Stockholms läns museum genomfört en mer detaljerad kulturhistorisk inventering, som ytterligare betonar kulturvärdena. Enligt en natur- och landskapsinventering som gjordes av Topia landskapsarkitekter AB under 2010 innehåller området två sammanhängande ädellövsskogsområden. Planförslaget innebär att delar av bebyggelsen och miljön beläggs med skydd eller undantas från exploatering. De aviserade förtätningarna är där specificerade till två områden, fyra sammanhängande tomter i kommunens ägo och Hällberga, det senare inte i detalj utrett i Länsmuseets inventering, vilket lett till spekulationer om processens gång och en interpellation i Kommunfullmäktige 14 februari 2013. En separat inventering av Hällberga beställdes och där pekar Länsmuseet på kulturvärden att bevara. 
Detaljplanens samrådsfas genomfördes under tiden 18 december 2012- 10 februari 2013.

## Bilder

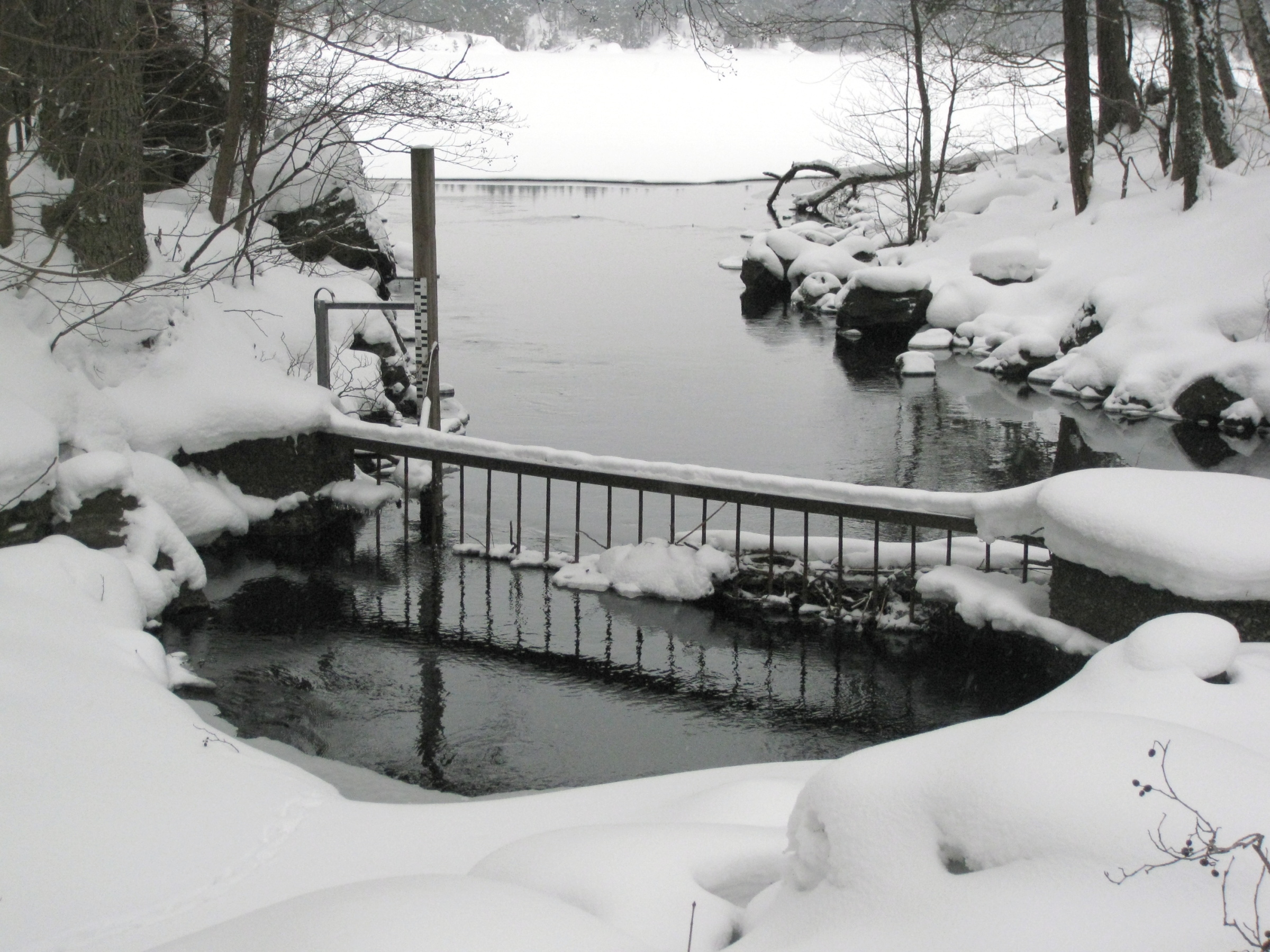
Wättingeströmmens ena inlopp från Tyresö-Flaten med Bullerholmen till höger och Tyresta naturreservat till vänster.
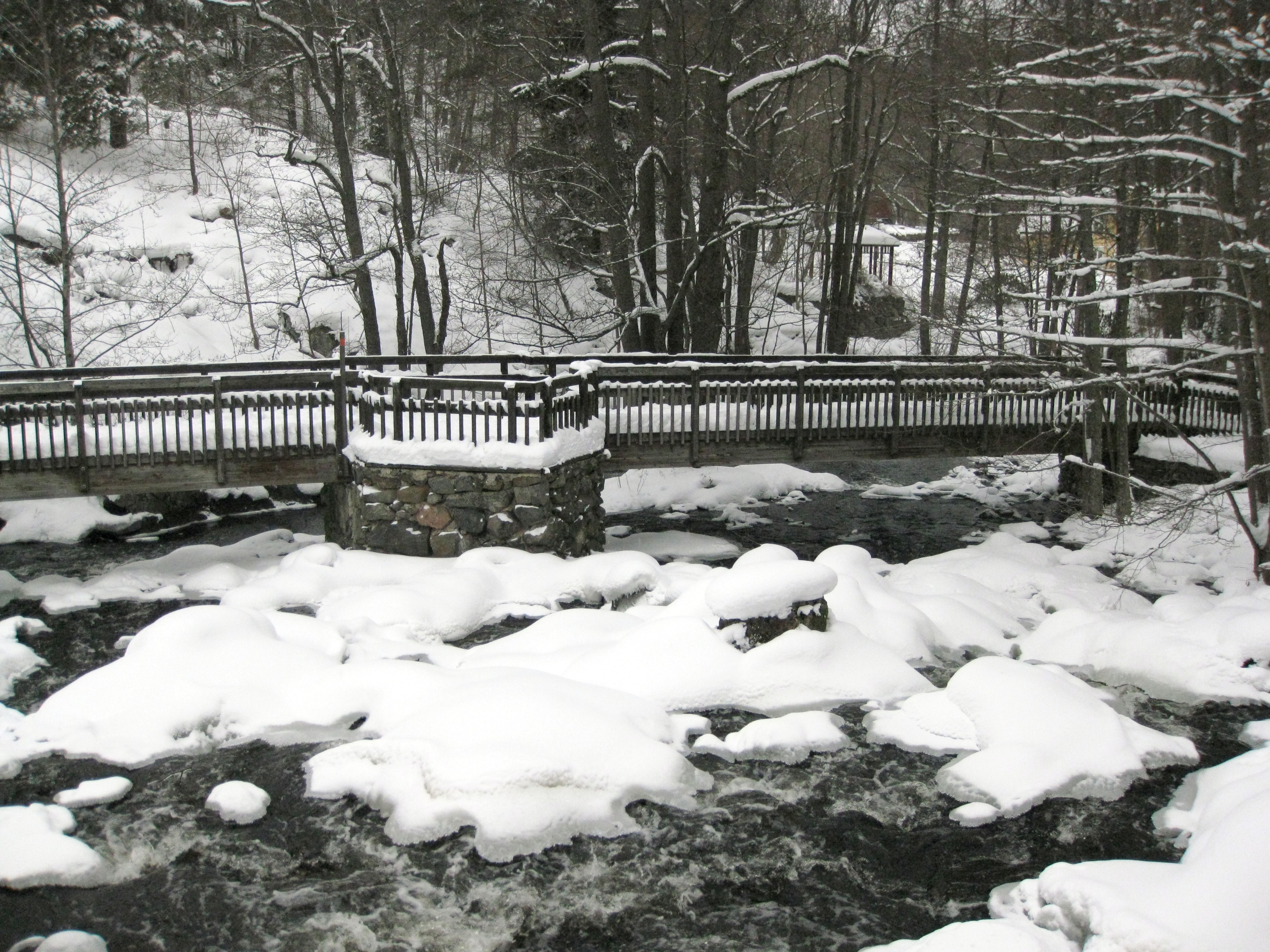
Sörmlandsleden passerar numera på denna bro över forsen.